# Paul Van Cleve
Paul Van Cleve es un deportista estadounidense que compitió en vela en la clase Finn. Ganó una medalla de oro en el Campeonato Mundial de Finn de 1983.

## Palmarés internacional
| Campeonato Mundial | Campeonato Mundial         | Campeonato Mundial | Campeonato Mundial |
| Año                | Lugar                      | Medalla            | Clase              |
| ------------------ | -------------------------- | ------------------ | ------------------ |
| 1983               | Milwaukee (Estados Unidos) | Medalla de oro     | Finn               |